# EPrix van Rome 2022
De ePrix van Rome 2022 werd gehouden over twee races op 9 en 10 april 2022 op het Circuito cittadino dell'EUR. Dit waren de vierde en vijfde races van het achtste Formule E-seizoen.
De eerste race werd gewonnen door Jaguar-coureur Mitch Evans. Robin Frijns werd voor Envision tweede, terwijl  Stoffel Vandoorne vanaf pole position als derde eindigde.
De tweede race werd eveneens gewonnen door Evans. Jean-Éric Vergne, die vanaf pole position mocht vertrekken, werd voor Techeetah tweede, terwijl Frijns als derde finishte.

## Race 1

### Kwalificatie

#### Groepsfase
De top vier uit iedere groep kwalificeerde zich voor de knockoutfase.
Groep A
| Pos | No | Coureur           | Team             | Tijd     |
| --- | -- | ----------------- | ---------------- | -------- |
| 1   | 27 | Jake Dennis       | Andretti-BMW     | 1:40.069 |
| 2   | 4  | Robin Frijns      | Envision-Audi    | 1:40.128 |
| 3   | 5  | Stoffel Vandoorne | Mercedes         | 1:40.128 |
| 4   | 94 | Pascal Wehrlein   | Porsche          | 1:40.270 |
| 5   | 9  | Mitch Evans       | Jaguar           | 1:40.375 |
| 6   | 48 | Edoardo Mortara   | Venturi-Mercedes | 1:40.554 |
| 7   | 10 | Sam Bird          | Jaguar           | 1:40.836 |
| 8   | 29 | Alexander Sims    | Mahindra         | 1:40.930 |
| 9   | 23 | Sébastien Buemi   | e.dams-Nissan    | 1:40.945 |
| 10  | 28 | Oliver Askew      | Andretti-BMW     | 1:40.950 |
| 11  | 33 | Dan Ticktum       | NIO              | 1:41.410 |

Groep B
| Pos | No | Coureur                | Team             | Tijd     |
| --- | -- | ---------------------- | ---------------- | -------- |
| 1   | 13 | António Félix da Costa | Techeetah-DS     | 1:40.227 |
| 2   | 25 | Jean-Éric Vergne       | Techeetah-DS     | 1:40.309 |
| 3   | 36 | André Lotterer         | Porsche          | 1:40.357 |
| 4   | 17 | Nyck de Vries          | Mercedes         | 1:40.458 |
| 5   | 30 | Oliver Rowland         | Mahindra         | 1:40.748 |
| 6   | 11 | Lucas di Grassi        | Venturi-Mercedes | 1:40.770 |
| 7   | 37 | Nick Cassidy           | Envision-Audi    | 1:40.833 |
| 8   | 22 | Maximilian Günther     | e.dams-Nissan    | 1:40.999 |
| 9   | 3  | Oliver Turvey          | NIO              | 1:41.304 |
| 10  | 7  | Sérgio Sette Câmara    | Dragon-Penske    | 1:41.570 |
| 11  | 99 | Antonio Giovinazzi     | Dragon-Penske    | 1:41.756 |

#### Knockoutfase
De combinatie letter/cijfer staat voor de groep waarin de betreffende coureur uitkwam en de positie die hij in deze groep behaalde.
|  | Kwartfinale            | Kwartfinale            |                   |          | Halve finale | Halve finale |  |  | Finale | Finale |
|  |                        |                        |                   |          |              |              |  |  |        |        |
|  |                        |                        |                   |          |              |              |  |  |        |        |
|  | B4-A1                  |                        |                   |          |              |              |  |  |        |        |
|  |                        |                        |                   |          |              |              |  |  |        |        |
|  | Nyck de Vries          | 1:38.980               |                   |          |              |              |  |  |        |        |
|  | Nyck de Vries          | 1:38.980               | K1-K2             |          |              |              |  |  |        |        |
|  | Jake Dennis            | 1:39.288               |                   |          |              |              |  |  |        |        |
|  | Jake Dennis            | 1:39.288               | Nyck de Vries     | 1:38.949 |              |              |  |  |        |        |
|  | B3-A2                  |                        | Nyck de Vries     | 1:38.949 |              |              |  |  |        |        |
|  |                        | Robin Frijns           | 1:38.836          |          |              |              |  |  |        |        |
|  | André Lotterer         | Robin Frijns           | 1:38.836          | 1:39.482 |              |              |  |  |        |        |
|  | André Lotterer         |                        | H1-H2             | 1:39.482 |              |              |  |  |        |        |
|  | Robin Frijns           | 1:38.764               |                   |          |              |              |  |  |        |        |
|  | Robin Frijns           | 1:38.764               | Robin Frijns      | 1:39.500 |              |              |  |  |        |        |
|  | A3-B2                  |                        | Robin Frijns      | 1:39.500 |              |              |  |  |        |        |
|  |                        | Stoffel Vandoorne      | 1:39.151          |          |              |              |  |  |        |        |
|  | Stoffel Vandoorne      | Stoffel Vandoorne      | 1:39.151          | 1:38.596 |              |              |  |  |        |        |
|  | Stoffel Vandoorne      | K3-K4                  |                   | 1:38.596 |              |              |  |  |        |        |
|  | Jean-Éric Vergne       | 1:39.105               |                   |          |              |              |  |  |        |        |
|  | Jean-Éric Vergne       | 1:39.105               | Stoffel Vandoorne | 1:38.971 |              |              |  |  |        |        |
|  | A4-B1                  |                        | Stoffel Vandoorne | 1:38.971 |              |              |  |  |        |        |
|  |                        | António Félix da Costa | 1:38.986          |          |              |              |  |  |        |        |
|  | Pascal Wehrlein        | António Félix da Costa | 1:38.986          | 1:39.363 |              |              |  |  |        |        |
|  | Pascal Wehrlein        |                        |                   | 1:39.363 |              |              |  |  |        |        |
|  | António Félix da Costa | 1:39.038               |                   |          |              |              |  |  |        |        |
|  | António Félix da Costa | 1:39.038               |                   |          |              |              |  |  |        |        |

#### Startopstelling
| Pos | No | Coureur                | Team             |
| --- | -- | ---------------------- | ---------------- |
| 1   | 5  | Stoffel Vandoorne      | Mercedes         |
| 2   | 4  | Robin Frijns           | Envision-Audi    |
| 3   | 17 | Nyck de Vries          | Mercedes         |
| 4   | 13 | António Félix da Costa | Techeetah-DS     |
| 5   | 25 | Jean-Éric Vergne       | Techeetah-DS     |
| 6   | 27 | Jake Dennis            | Andretti-BMW     |
| 7   | 94 | Pascal Wehrlein        | Porsche          |
| 8   | 36 | André Lotterer         | Porsche          |
| 9   | 9  | Mitch Evans            | Jaguar           |
| 10  | 30 | Oliver Rowland         | Mahindra         |
| 11  | 48 | Edoardo Mortara        | Venturi-Mercedes |
| 12  | 11 | Lucas di Grassi        | Venturi-Mercedes |
| 13  | 10 | Sam Bird               | Jaguar           |
| 14  | 37 | Nick Cassidy           | Envision-Audi    |
| 15  | 29 | Alexander Sims         | Mahindra         |
| 16  | 22 | Maximilian Günther     | e.dams-Nissan    |
| 17  | 23 | Sébastien Buemi        | e.dams-Nissan    |
| 18  | 3  | Oliver Turvey          | NIO              |
| 19  | 28 | Oliver Askew           | Andretti-BMW     |
| 20  | 33 | Dan Ticktum            | NIO              |
| 21  | 99 | Antonio Giovinazzi     | Dragon-Penske    |
| 22  | 7  | Sérgio Sette Câmara    | Dragon-Penske    |

### Race
| Pos | No | Coureur                | Team             | Rondes | Tijd/Oorzaak uitval | Grid | Punten |
| --- | -- | ---------------------- | ---------------- | ------ | ------------------- | ---- | ------ |
| 1   | 9  | Mitch Evans            | Jaguar           | 27     | 51:59.632           | 9    | 25     |
| 2   | 4  | Robin Frijns           | Envision-Audi    | 27     | +5.703              | 2    | 18     |
| 3   | 5  | Stoffel Vandoorne      | Mercedes         | 27     | +6.966              | 1    | 18     |
| 4   | 25 | Jean-Éric Vergne       | Techeetah-DS     | 27     | +7.553              | 5    | 12     |
| 5   | 10 | Sam Bird               | Jaguar           | 27     | +7.877              | 13   | 10     |
| 6   | 13 | António Félix da Costa | Techeetah-DS     | 27     | +8.971              | 4    | 8      |
| 7   | 48 | Edoardo Mortara        | Venturi-Mercedes | 27     | +13.356             | 11   | 6      |
| 8   | 94 | Pascal Wehrlein        | Porsche          | 27     | +14.216             | 7    | 4      |
| 9   | 37 | Nick Cassidy           | Envision-Audi    | 27     | +14.543             | 14   | 3      |
| 10  | 36 | André Lotterer         | Porsche          | 27     | +19.339             | 8    | 1      |
| 11  | 11 | Lucas di Grassi        | Venturi-Mercedes | 27     | +19.731             | 12   |        |
| 12  | 29 | Alexander Sims         | Mahindra         | 27     | +24.758             | 15   |        |
| 13  | 27 | Jake Dennis            | Andretti-BMW     | 27     | +25.029             | 6    |        |
| 14  | 28 | Oliver Askew           | Andretti-BMW     | 27     | +28.039             | 19   |        |
| 15  | 7  | Sérgio Sette Câmara    | Dragon-Penske    | 27     | +28.645             | 22   |        |
| 16  | 23 | Sébastien Buemi        | e.dams-Nissan    | 27     | +28.865             | 17   |        |
| 17  | 3  | Oliver Turvey          | NIO              | 27     | +58.372             | 18   |        |
| 18  | 33 | Dan Ticktum            | NIO              | 27     | +1:19.306           | 20   |        |
| 19  | 99 | Antonio Giovinazzi     | Dragon-Penske    | 27     | +1:37.231           | 21   |        |
| DNF | 17 | Nyck de Vries          | Mercedes         | 25     | Schade ongeluk      | 3    |        |
| DNF | 30 | Oliver Rowland         | Mahindra         | 17     | Uitgevallen         | 10   |        |
| DNF | 22 | Maximilian Günther     | e.dams-Nissan    | 0      | Ongeluk             | 16   |        |

## Race 2

### Kwalificatie

#### Groepsfase
De top vier uit iedere groep kwalificeerde zich voor de knockoutfase.
Groep A
| Pos | No | Coureur            | Team             | Tijd     |
| --- | -- | ------------------ | ---------------- | -------- |
| 1   | 4  | Robin Frijns       | Envision-Audi    | 1:39.416 |
| 2   | 36 | André Lotterer     | Porsche          | 1:39.614 |
| 3   | 27 | Jake Dennis        | Andretti-BMW     | 1:39.790 |
| 4   | 10 | Sam Bird           | Jaguar           | 1:39.847 |
| 5   | 17 | Nyck de Vries      | Mercedes         | 1:39.852 |
| 6   | 48 | Edoardo Mortara    | Venturi-Mercedes | 1:39.880 |
| 7   | 30 | Oliver Rowland     | Mahindra         | 1:40.068 |
| 8   | 22 | Maximilian Günther | e.dams-Nissan    | 1:40.328 |
| 9   | 37 | Nick Cassidy       | Envision-Audi    | 1:40.375 |
| 10  | 33 | Dan Ticktum        | NIO              | 1:40.565 |
| 11  | 3  | Oliver Turvey      | NIO              | 1:40.749 |

Groep B
| Pos | No | Coureur                | Team             | Tijd     |
| --- | -- | ---------------------- | ---------------- | -------- |
| 1   | 9  | Mitch Evans            | Jaguar           | 1:39.612 |
| 2   | 94 | Pascal Wehrlein        | Porsche          | 1:39.669 |
| 3   | 5  | Stoffel Vandoorne      | Mercedes         | 1:39.703 |
| 4   | 25 | Jean-Éric Vergne       | Techeetah-DS     | 1:39.744 |
| 5   | 13 | António Félix da Costa | Techeetah-DS     | 1:39.765 |
| 6   | 7  | Sérgio Sette Câmara    | Dragon-Penske    | 1:40.012 |
| 7   | 11 | Lucas di Grassi        | Venturi-Mercedes | 1:40.065 |
| 8   | 23 | Sébastien Buemi        | e.dams-Nissan    | 1:40.114 |
| 9   | 28 | Oliver Askew           | Andretti-BMW     | 1:40.165 |
| 10  | 29 | Alexander Sims         | Mahindra         | 1:40.469 |
| 11  | 99 | Antonio Giovinazzi     | Dragon-Penske    | 1:40.574 |

#### Knockoutfase
De combinatie letter/cijfer staat voor de groep waarin de betreffende coureur uitkwam en de positie die hij in deze groep behaalde.
|  | Kwartfinale       | Kwartfinale    |                  |          | Halve finale | Halve finale |  |  | Finale | Finale |
|  |                   |                |                  |          |              |              |  |  |        |        |
|  |                   |                |                  |          |              |              |  |  |        |        |
|  | B4-A1             |                |                  |          |              |              |  |  |        |        |
|  |                   |                |                  |          |              |              |  |  |        |        |
|  | Jean-Éric Vergne  | 1:38.348       |                  |          |              |              |  |  |        |        |
|  | Jean-Éric Vergne  | 1:38.348       | K1-K2            |          |              |              |  |  |        |        |
|  | Robin Frijns      | 1:38.433       |                  |          |              |              |  |  |        |        |
|  | Robin Frijns      | 1:38.433       | Jean-Éric Vergne | 1:38.149 |              |              |  |  |        |        |
|  | B3-A2             |                | Jean-Éric Vergne | 1:38.149 |              |              |  |  |        |        |
|  |                   | André Lotterer | 1:38.361         |          |              |              |  |  |        |        |
|  | Stoffel Vandoorne | André Lotterer | 1:38.361         | 1:38.776 |              |              |  |  |        |        |
|  | Stoffel Vandoorne |                | H1-H2            | 1:38.776 |              |              |  |  |        |        |
|  | André Lotterer    | 1:38.422       |                  |          |              |              |  |  |        |        |
|  | André Lotterer    | 1:38.422       | Jean-Éric Vergne | 1:38.268 |              |              |  |  |        |        |
|  | A3-B2             |                | Jean-Éric Vergne | 1:38.268 |              |              |  |  |        |        |
|  |                   | Jake Dennis    | 1:38.489         |          |              |              |  |  |        |        |
|  | Jake Dennis       | Jake Dennis    | 1:38.489         | 1:38.225 |              |              |  |  |        |        |
|  | Jake Dennis       | K3-K4          |                  | 1:38.225 |              |              |  |  |        |        |
|  | Pascal Wehrlein   | 1:38.566       |                  |          |              |              |  |  |        |        |
|  | Pascal Wehrlein   | 1:38.566       | Jake Dennis      | 1:37.997 |              |              |  |  |        |        |
|  | A4-B1             |                | Jake Dennis      | 1:37.997 |              |              |  |  |        |        |
|  |                   | Mitch Evans    | 1:38.499         |          |              |              |  |  |        |        |
|  | Sam Bird          | Mitch Evans    | 1:38.499         | 1:38.425 |              |              |  |  |        |        |
|  | Sam Bird          |                |                  | 1:38.425 |              |              |  |  |        |        |
|  | Mitch Evans       | 1:38.127       |                  |          |              |              |  |  |        |        |
|  | Mitch Evans       | 1:38.127       |                  |          |              |              |  |  |        |        |

#### Startopstelling
| Pos | No | Coureur                | Team             |
| --- | -- | ---------------------- | ---------------- |
| 1   | 25 | Jean-Éric Vergne       | Techeetah-DS     |
| 2   | 27 | Jake Dennis            | Andretti-BMW     |
| 3   | 36 | André Lotterer         | Porsche          |
| 4   | 9  | Mitch Evans            | Jaguar           |
| 5   | 10 | Sam Bird               | Jaguar           |
| 6   | 4  | Robin Frijns           | Envision-Audi    |
| 7   | 94 | Pascal Wehrlein        | Porsche          |
| 8   | 5  | Stoffel Vandoorne      | Mercedes         |
| 9   | 13 | António Félix da Costa | Techeetah-DS     |
| 10  | 7  | Sérgio Sette Câmara    | Dragon-Penske    |
| 11  | 48 | Edoardo Mortara        | Venturi-Mercedes |
| 12  | 11 | Lucas di Grassi        | Venturi-Mercedes |
| 13  | 17 | Nyck de Vries          | Mercedes         |
| 14  | 30 | Oliver Rowland         | Mahindra         |
| 15  | 23 | Sébastien Buemi        | e.dams-Nissan    |
| 16  | 22 | Maximilian Günther     | e.dams-Nissan    |
| 17  | 28 | Oliver Askew           | Andretti-BMW     |
| 18  | 37 | Nick Cassidy           | Envision-Audi    |
| 19  | 29 | Alexander Sims         | Mahindra         |
| 20  | 33 | Dan Ticktum            | NIO              |
| 21  | 99 | Antonio Giovinazzi     | Dragon-Penske    |
| 22  | 3  | Oliver Turvey          | NIO              |

### Race
| Pos | No | Coureur                | Team             | Rondes | Tijd/Oorzaak uitval | Grid | Punten |
| --- | -- | ---------------------- | ---------------- | ------ | ------------------- | ---- | ------ |
| 1   | 9  | Mitch Evans            | Jaguar           | 27     | 52:55.224           | 4    | 25     |
| 2   | 25 | Jean-Éric Vergne       | Techeetah-DS     | 27     | +0.584              | 1    | 21     |
| 3   | 4  | Robin Frijns           | Envision-Audi    | 27     | +1.606              | 6    | 16     |
| 4   | 36 | André Lotterer         | Porsche          | 27     | +2.093              | 3    | 12     |
| 5   | 5  | Stoffel Vandoorne      | Mercedes         | 27     | +2.756              | 8    | 10     |
| 6   | 94 | Pascal Wehrlein        | Porsche          | 27     | +4.655              | 7    | 8      |
| 7   | 3  | Oliver Turvey          | NIO              | 27     | +7.097              | 22   | 6      |
| 8   | 11 | Lucas di Grassi        | Venturi-Mercedes | 27     | +8.680              | 12   | 4      |
| 9   | 23 | Sébastien Buemi        | e.dams-Nissan    | 27     | +8.796              | 15   | 2      |
| 10  | 33 | Dan Ticktum            | NIO              | 27     | +11.130             | 20   | 1      |
| 11  | 22 | Maximilian Günther     | e.dams-Nissan    | 27     | +11.221             | 16   |        |
| 12  | 7  | Sérgio Sette Câmara    | Dragon-Penske    | 27     | +12.309             | 10   |        |
| 13  | 13 | António Félix da Costa | Techeetah-DS     | 27     | +13.134             | 9    |        |
| 14  | 17 | Nyck de Vries          | Mercedes         | 27     | +14.207             | 13   |        |
| 15  | 28 | Oliver Askew           | Andretti-BMW     | 27     | +20.429             | 17   |        |
| DNF | 10 | Sam Bird               | Jaguar           | 26     | Schade ongeluk      | 5    |        |
| DNF | 37 | Nick Cassidy           | Envision-Audi    | 25     | Schade ongeluk      | 18   |        |
| DNF | 27 | Jake Dennis            | Andretti-BMW     | 21     | Schade ongeluk      | 2    |        |
| DNF | 29 | Alexander Sims         | Mahindra         | 16     | Ongeluk             | 19   |        |
| DNF | 30 | Oliver Rowland         | Mahindra         | 14     | Uitgevallen         | 14   |        |
| DNF | 48 | Edoardo Mortara        | Venturi-Mercedes | 7      | Schade ongeluk      | 11   |        |
| DNF | 99 | Antonio Giovinazzi     | Dragon-Penske    | 7      | Technisch           | 21   |        |

## Tussenstanden wereldkampioenschap

### Coureurs
| Positie | No. | Rijder            | Team             | Punten |
| ------- | --- | ----------------- | ---------------- | ------ |
| 01      | 25  | Jean-Éric Vergne  | Techeetah-DS     | 60     |
| 02      | 4   | Robin Frijns      | Envision-Audi    | 58     |
| 03      | 5   | Stoffel Vandoorne | Mercedes         | 56     |
| 04      | 9   | Mitch Evans       | Jaguar           | 51     |
| 05      | 48  | Edoardo Mortara   | Venturi-Mercedes | 49     |
| 06      | 36  | André Lotterer    | Porsche          | 43     |
| 07      | 94  | Pascal Wehrlein   | Porsche          | 42     |
| 08      | 17  | Nyck de Vries     | Mercedes         | 38     |
| 09      | 11  | Lucas di Grassi   | Venturi-Mercedes | 29     |
| 10      | 27  | Jake Dennis       | Andretti-BMW     | 26     |

### Constructeurs
| Positie | Team             | Punten |
| ------- | ---------------- | ------ |
| 01      | Mercedes         | 94     |
| 02      | Porsche          | 85     |
| 03      | Techeetah-DS     | 80     |
| 04      | Venturi-Mercedes | 78     |
| 05      | Jaguar           | 73     |
| 06      | Envision-Audi    | 68     |
| 07      | Andretti-BMW     | 28     |
| 08      | e.dams-Nissan    | 08     |
| 09      | NIO              | 07     |
| 10      | Mahindra         | 04     |